# TSAN
TSAN（ツァン、本名:元木翔一 1982年 - ）は、山形県生まれの 日本のエレクトロニカ、IDMミュージシャン。

## 概要
日本大学芸術学部音楽学科卒業後、インディーズレーベルMAGIC BOOK RECORDSより2005年にCDR作品「Gravitation Childhood」をリリースし、活動を開始する。2007年1st Album「SINGULARITY SCIENCE FICTION」をリリースし、2008年からは多数のCM音楽やラジオ番組のオープニング曲、ジングルなどを手掛け始める。2009年2nd Album「KAIROS TIME WORKS」をリリース。

## ディスコグラフィー

### ALBUM
- Gravitation Childhood (Unofficial) (2005)
- SINGULARITY SCIENCE FICTION (2007)(MAGIC BOOK RECORDS)
- KAIROS TIME WORKS (2009)(MAGIC BOOK RECORDS)

### EP
- TOKYO METRO (2010)

### V.A.
- 術ノ穴presents『HELLO!!! vol.2』(2010)
- Rainbow Beat Parade (2010)

### Produce Works
- STONE 63『ACQUISITION』(2011)

## CM楽曲
- 「Sony Ericsson au S002」(2009)
- 「YouTube」(2009)
- 「TAKAGI AURORA nano (機能編)」(2009)
- 「SONY WALKMAN W series」(2009)
- 「menue」(2010)
- 「CITIZEN i:VIRT M」(2010)
- 「Panasonic TM700」(2010)
- 「NEXCO中日本〜東名集中工事〜」(2011)
- 「NEXCO中日本〜春の集中工事〜」(2012)

## ラジオ番組 オープニング曲 ジングル ラジオCM楽曲
- 「TOKYO FM『SOUND IN MY LIFE』」(2010)
- 「NEXCO中日本〜春の集中工事〜」(2012)